# La Tierra sin humanos
La Tierra Sin Humanos (título original en inglés: Life After People) es una miniserie especial de televisión de dos temporadas (2009 a 2010) emitida por History Channel en el que ingenieros, ecologistas, biólogos, geólogos, climatólogos y arqueólogos se reúnen en un equipo de expertos para dar respuesta a una sola pregunta: ¿cómo sería la Tierra si desapareciera la especie humana? Sus conclusiones se presentan a través de imágenes generadas por la tecnología más reciente. Los edificios colapsarían, las cucarachas del norte sucumbirían ante el frío, las ratas morirían de hambre y aparecerían miles de especies nuevas. ¿Volverán las personas a poblar la Tierra para comenzar el ciclo nuevamente? Éstas son solo algunas de las predicciones e inquietudes presentadas en él.
El especial muestra la Tierra sin la especie humana luego de que nosotros nos hayamos esfumado sin explicación alguna, debido a que en el día 1 todo se ve como si hubiera humanos, sólo que no los hay. Es decir que no muestra secuelas de alguna catástrofe por la que nos hayamos extinguido.
¿Que pasaría entonces si los humanos se extinguen?
Si los seres humanos nos existiéramos, la Tierra seguiría evolucionando de acuerdo a las leyes de la naturaleza y del universo. El planeta seguiría girando alrededor del sol y al igual los ciclos naturales de las estaciones, la atmósfera y los océanos continuarían funcionando de manera similar a como lo hacen hoy en día. Sin embargo, la presencia de los seres humanos ha tenido un gran impacto en la Tierra y en la biodiversidad del planeta. La actividad humana ha causado la deforestación y la vez la contaminación de los océanos y la atmósfera, también de desarrollo la extinción de muchas especies animales y vegetales.El cambio climático y otros efectos negativos en el medio ambiente. Por lo tanto, si los seres humanos no existieran, la Tierra seguiría evolucionando de manera natural y los ecosistemas seguirían funcionando sin la interferencia humana.
El fin de la humanidad es inevitable
Para muchos expertos la cuestión no es si los humanos nos extinguiremos, sino cuándo lo haremos. Y hay algunos que piensan que será más pronto que tarde.
En 2010, el eminente virólogo australiano Frank Fenner dijo que desapareceremos probablemente en el próximo siglo, debido a la sobrepoblación, la destrucción del medio ambiente y al cambio climático.
Por supuesto, la Tierra puede sobrevivir y lo haría sin nosotros.
La vida continuaría y las marcas que dejamos en el planeta se desvanecerían antes de lo que creerías. Nuestras ciudades se derrumbarían, los campos crecerían y los puentes se caerían.

## Línea de tiempo

### 1 día después de los humanos
El especial asume que la humanidad desaparece de repente y de inmediato, pero no especula sobre lo que podría causar tal evento.
Alimentadas por combustibles fósiles, las centrales de energía, que están en gran medida automatizadas, se mantendrán en funcionamiento durante un par de horas hasta que sus suministros de combustible estén agotados. A las pocas horas, los sistemas eléctricos empiezan a fallar y las luces se apagan en todo el mundo.

### 2 días después de los humanos
Después de 24 horas, las centrales nucleares entrarán en modo seguro automáticamente debido a un menor consumo de energía. Los aerogeneradores seguirán funcionando, pero eventualmente se detendrán por falta de lubricación. Finalmente, a excepción de las zonas donde sus plantas de energía usan agua, es decir, represas hidroeléctricas, se pierde toda la electricidad en el planeta excepto en el suroeste de Estados Unidos o en zonas que utilizan este mismo sistema de producción eléctrica.

### 10 días después de los humanos
Los alimentos se pudren en las tiendas, en los frigoríficos y las tierras con bastante abundancia perderán su abundancia. Los gatos se comen a los ratones. Aunque el deshielo de los congeladores de alimentos proporcionan sustento temporal a mascotas, estas tendrían que salir de sus casas o de lo contrario morirán de hambre. Los que logran escapar de las casas comenzarán a competir por los alimentos. Los perros y gatos que fueron criados por los seres humanos ahora ya no tienen lugar en este nuevo entorno competitivo y va a haber mucha mortandad. Por ejemplo, las piernas cortas y las pequeñas bocas de bulldogs o terriers que los hicieron mascotas costosas, se convertirá en desventaja mortal para ellos.
Las centrales nucleares de todo el mundo se sobrecalientan debido a la falta de refrigeración que proporcionaba la energía eléctrica. Empiezan a estallar y contaminar las áreas aledañas. Miles de especies silvestres, principalmente herbívoros y roedores que viven cerca de la zona contaminada, perecen.
Las mascotas y animales de zoológico que han podido escapar comienzan la carrera por la supervivencia. Los perros diminutos desaparecen; los perros callejeros, los animales de granja  y los gatos sobreviven.

### 6 meses después de los humanos
Las formas de vida silvestre más grandes, que normalmente no se ven en las ciudades, como coyotes y osos, comienzan a habitar las zonas suburbanas. Comienzan a pastorear en los barrios. Las ratas y ratones han consumido los suministros de comida, las zonas urbanas están abandonadas y la naturaleza entra en las ciudades. Todos los cultivos se secan en pie y son material susceptible de incendios.

### 1 año después de los humanos
Las plantas empiezan a recuperar terreno hacia las ciudades y pueblos. Pronto empiezan a brotar en las grietas de las calles, carreteras, aceras, o cualquier otra cosa hecha por el hombre. Las ventanas de los edificios empiezan a caer y comienzan a cubrirse de verde. Este es un problema de las presas como la presa Hoover, que podría dejar de generar energía cuando mejillones obstruyan las tuberías. Las Vegas, una de las últimas zonas que aún tenía electricidad, pasaría a la oscuridad en segundos. El río Colorado, aguas abajo de la represa, se seca temporalmente hasta que el flujo de agua detrás de la represa rebase el nivel del lago Mead en torno a las vías de derrame de la represa, entonces el flujo normal se reanudará. Animales empezarían a notar nuestra ausencia.

### 5 años después de los humanos
Las plantas han germinado y ahora abarcan grandes extensiones de las superficies en las zonas urbanas, las cucarachas mueren por falta de humedad y energía de los humanos. Los viñedos, los pastos, los árboles y los árboles jóvenes invaden Nueva York, Londres y Washington D. C. Las montañas de México de más de 4000 metros sobre el nivel del mar, y aquellas cercanas al ecuador de más de 5000 metros como el Kilimanjaro, vuelven a cubrirse de nieve casi todo el año, como siglos antes.

### 20 años después de los humanos
Las ruinas de Prypiat en Ucrania, ciudad que fue abandonada en 1986, debido a la catástrofe de Chernobyl, muestra lo que les podría ocurrir a nuestras ciudades después de cuarenta y tres años luego de la desaparición de la humanidad. A pesar de los niveles de radiación, la población de animales ha aumentado considerablemente en las zonas de las que seres humanos se han ido. Las plantas han crecido en muchas estructuras, una vez utilizadas por los seres humanos.
Los lobos vuelven a colocarse en la cúspide de la cadena alimenticia de Europa, Asia y Norteamérica. Los coyotes vuelven a poblar los grandes llanos de México y Estados Unidos. Los bisontes se han multiplicado, y únicamente los bovinos de pastoreo sobreviven; las vacas comienzan a tomar un estilo salvaje. Los pumas recobran su población y vuelven a habitar las zonas montañosas.

### 25 años después de los humanos
Inundaciones en ciudades como Londres y Ámsterdam, que se encuentran actualmente protegidos por la ingeniería humana, ahora sin humanos para manejarlas, se llenan de agua. En la Ciudad de México se forman lagunas en varios puntos.
Las ventanas en los rascacielos comienzan a resquebrajarse debido al ciclo de congelación y descongelación que provoca la descomposición de los selladores de las ventanas. Esto a su vez las rompe. El lugar donde se encuentran las grandes ciudades ha vuelto a ser frío.

### 40 años después de los humanos
En ese momento, muchas casas con estructura de madera están quemadas, podridas, o han sido en gran parte consumidas por las plantas. Los árboles que crecen cerca de las estructuras de mampostería y ladrillo las rompen.

### 50 años después de los humanos
Las grandes estructuras de acero, como el puente de Brooklyn, están empezando a mostrar signos de un próximo derrumbe por la falta de mantenimiento. La pintura que normalmente protege estas estructuras se desgasta, exponiendo el acero a los elementos, deviniendo la corrosión.

### 75 años después de los humanos
Muchos de los aproximadamente 1000 millones de automóviles en la tierra se reducen a sólo un montón de metal. Algunos automóviles en climas áridos no han sufrido los efectos de la corrosión y aún serían reconocibles. Si bien la goma de neumáticos de los automóviles se ha desinflado años atrás, no se descompone durante siglos.

### 100 años después de los humanos
Los grandes puentes como el puente Golden Gate y el puente de Brooklyn se derrumban debido a la corrosión de sus cables.

### 150 años después de los humanos
El metro en muchas ciudades comenzará a colapsar debido a los túneles inundados derrumbando al mismo tiempo las calles de arriba. Muchos de los grandes edificios están completamente colonizados por plantas y animales silvestres. Los mares y océanos terminan de repoblarse.

### 200 años después de los humanos
Grandes estructuras, como el Empire State Building en Nueva York, la Torre Willis en Chicago y la Torre Eiffel en París se derrumban por la corrosión.
La Torre Eiffel, después de que sus columnas se congelen, al mismo tiempo llegando la corrosión, termina por derrumbar su parte de arriba, la que cae al bosque. La corrosión y una brisa fuerte arrojan al suelo la aguja espacial de Seattle. 
Desgastada y debilitada, la torre Willis, en el tiempo de los humanos el rascacielos más alto de los Estados Unidos, se desmorona.

### 500 años después de los humanos
Estructuras hechas con cemento se derrumban (al igual que las estructuras sólidas) debido a que sus armaduras de acero se amplían a tres veces su tamaño original y destruyen el cemento.

### 1000 años después de los humanos
La mayoría de las ciudades modernas están destruidas y cubiertas por plantas. Manhattan se parece mucho a como era antes de los asentamientos humanos, los antiguos arroyos regresan a su cauce original. Habría pocas pruebas de que una civilización humana existió en la Tierra. Ciertas estructuras hechas de piedra o de hormigón grueso macizo, al igual que las pirámides egipcias o los castillos medievales, podrían sobrevivir con daños mínimos.

### 10000 años después de los humanos
Prácticamente el legado de la civilización humana ha desaparecido. En la Luna se hallarían los únicos vestigios que durarían por millones de años. Las mayores y más resistentes grandes estructuras, como la Gran Muralla China, podrían sobrevivir por lo menos unos 100.000 años. La Gran Pirámide de Guiza fue la última de las siete maravillas del mundo en caer. En la presa Hoover, el agua contenida en el lago Mead se derrame por el cañón al mismo tiempo recuperando el nivel del río Colorado.
Las últimas palabras muestran que si toda la vida de la tierra se condensara en 24 horas, los últimos 10 000 años de la tierra serían una fracción de segundo.

### 2000000 de años después de los humanos (perteneciente a la serie de televisión)
Esta es la mayor distancia, hablando de tiempo, que recorre el programa. Un satélite que orbitaba Saturno, después de que sus sistemas fallan, cae hacia Titán, una luna de este planeta, y dos millones de años más tarde de nuestra desaparición, las bacterias que se encontraban dentro del aparato comienzan a reproducirse dentro de este satélite natural, ya que, según se cree, es el único lugar (además de la Tierra) donde se encuentra agua en estado líquido dentro del sistema solar. Entonces, mientras se muestran los créditos del especial, se refleja cómo crecen plantas y se desarrolla la vida en ese lugar, dos millones de años después de nuestra extinción.